# Ludlow (circonscription britannique)
Pour les articles homonymes, voir Ludlow (homonymie).
Circonscription parlementaire de la Chambre des communes
La circonscription de Ludlow est une circonscription électorale anglaise située dans le Shropshire, et couvrant la ville éponyme et ses environs et est représentée à la Chambre des communes du Parlement britannique.

## Géographie
La circonscription comprend :
- Les villes de Ludlow, Much Wenlock, Bridgnorth et Bishop's Castle
- Les villages et paroisses civiles de Clunton, Corfton, Loughton, Stanton Lacy, Cleehill, Neenton, Eardington, Glazeley, Ditton Priors, Burwarton, Highley, Stottesdon, Farlow, Kinlet, Woofferton, Chapel Lawn, Hopton Heath, Broome, Clee St. Margaret, Alcaston et Myndtown
- Les hameaux de Quabbs, Whitcott Keysett et Cefn Einion

## Députés
Les députés de la circonscription sont :
La circonscription apparue en 1473 et fut représentée par Spencer Compton (1621-1624), Josiah Child (1685-1689), Thomas Newport (1699-1701), Thomas Powys (1701-1713), Robert Raymond (1719-1722), Richard Payne-Knight (1784-1806), Edward Herbert (1806-1839), Percy Egerton Herbert (1854-1860), William Fraser (1863-1865) et John Edmund Severne (1865-1868).
Depuis 1885
| Législature                                    | Années       | Député                     | Député                  | Parti             |
| ---------------------------------------------- | ------------ | -------------------------- | ----------------------- | ----------------- |
| Ludlow issue de Bridgnorth et South Shropshire |              |                            |                         |                   |
| 23e                                            | 1885–1886    |                            | Robert Jasper More      | Libéral           |
| 24e                                            | 1886–1892    |                            | Robert Jasper More      | Libéral-unioniste |
| 25e                                            | 1892–1895    |                            | Robert Jasper More      | Libéral-unioniste |
| 26e                                            | 1895–1899    |                            | Robert Jasper More      | Libéral-unioniste |
| 27e                                            | 1900–1903    |                            | Robert Jasper More      | Libéral-unioniste |
| 27e                                            | 1903-1906    | Rowland Hunt               |                         | Libéral-unioniste |
| 28e                                            | 1906–1910    | Rowland Hunt               |                         | Libéral-unioniste |
| 29e                                            | 1910–1910    | Rowland Hunt               |                         | Libéral-unioniste |
| 30e                                            | 1910–1917    | Rowland Hunt               |                         | Libéral-unioniste |
| 30e                                            | 1917-1918    | Rowland Hunt               |                         | National Party    |
| 30e                                            | 1918-1918    | Rowland Hunt               |                         | Unioniste         |
| 31e                                            | 1918–1922    | Beville Stanier            |                         | Unioniste         |
| 32e                                            | 1922–1923    | Ivor Windsor-Clive         |                         | Unioniste         |
| 33e                                            | 1923–1924    | George Windsor-Clive       |                         | Unioniste         |
| 34e                                            | 1924–1929    | George Windsor-Clive       |                         | Unioniste         |
| 35e                                            | 1929–1931    | George Windsor-Clive       |                         | Unioniste         |
| 36e                                            | 1931–1935    | George Windsor-Clive       |                         | Unioniste         |
| 37e                                            | 1935–1945    | George Windsor-Clive       |                         | Unioniste         |
| 38e                                            | 1945–1950    |                            | Uvedale Shobdon Corbett | Conservateur      |
| 39e                                            | 1950–1951    |                            | Uvedale Shobdon Corbett | Conservateur      |
| 40e                                            | 1951–1955    | Christopher Holland-Martin |                         | Conservateur      |
| 41e                                            | 1955–1959    | Christopher Holland-Martin |                         | Conservateur      |
| 42e                                            | 1959–1960    | Christopher Holland-Martin |                         | Conservateur      |
| 42e                                            | 1960-1964    | Jasper More                |                         | Conservateur      |
| 43e                                            | 1964–1966    | Jasper More                |                         | Conservateur      |
| 44e                                            | 1966–1970    | Jasper More                |                         | Conservateur      |
| 45e                                            | 1970–1974    | Jasper More                |                         | Conservateur      |
| 46e                                            | 1974–1974    | Jasper More                |                         | Conservateur      |
| 47e                                            | 1974–1979    | Jasper More                |                         | Conservateur      |
| 48e                                            | 1979–1983    | Eric Cockeram              |                         | Conservateur      |
| 49e                                            | 1983–1987    | Eric Cockeram              |                         | Conservateur      |
| 50e                                            | 1987–1992    | Christopher Gill           |                         | Conservateur      |
| 51e                                            | 1992–1997    | Christopher Gill           |                         | Conservateur      |
| 52e                                            | 1997–2001    | Christopher Gill           |                         | Conservateur      |
| 53e                                            | 2001–2005    |                            | Matthew Green           | Travailliste      |
| 54e                                            | 2005–2010    |                            | Philip Dunne            | Conservateur      |
| 55e                                            | 2010–2015    |                            | Philip Dunne            | Conservateur      |
| 56e                                            | 2015–2017    |                            | Philip Dunne            | Conservateur      |
| 57e                                            | 2017–Présent |                            | Philip Dunne            | Conservateur      |

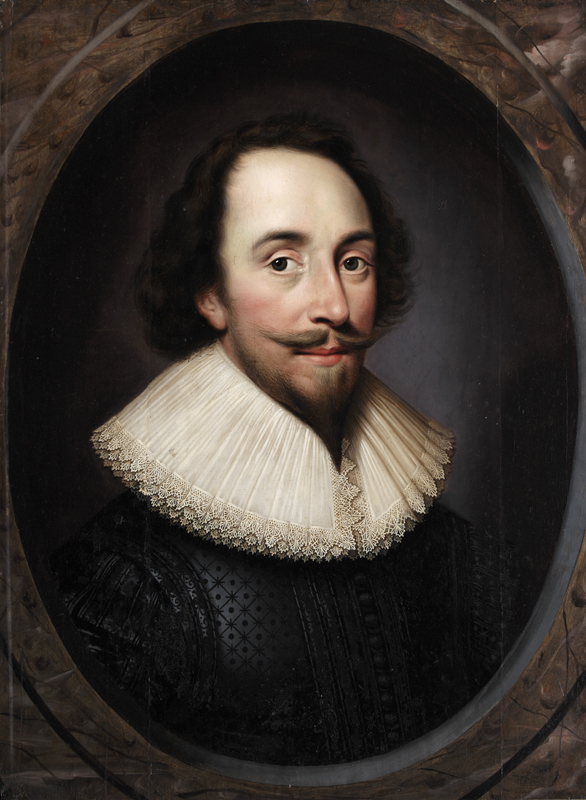
Spencer Compton (1621-1624), par Cornelis Janssens van Ceulen
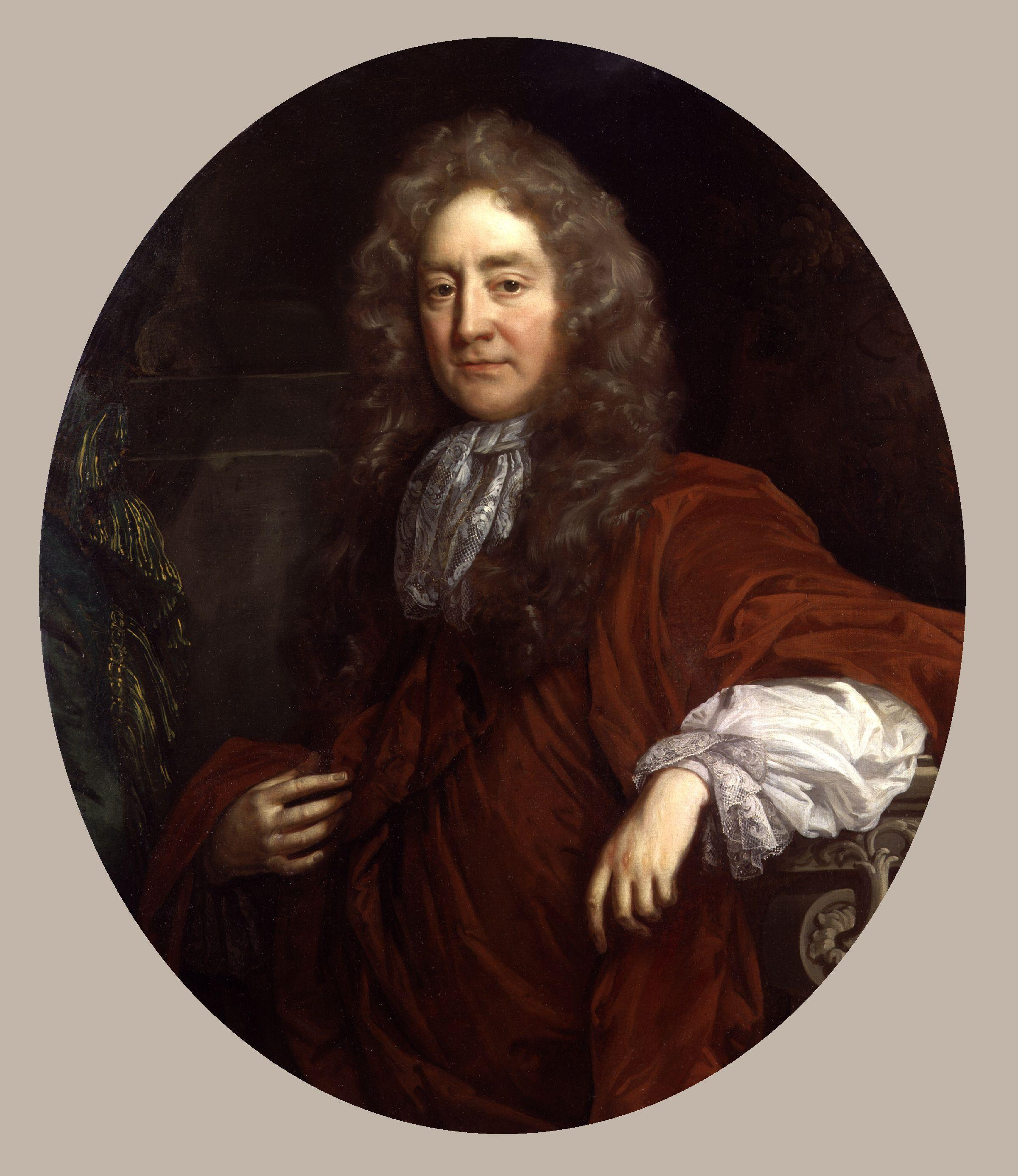
Josiah Child (1685-1689)
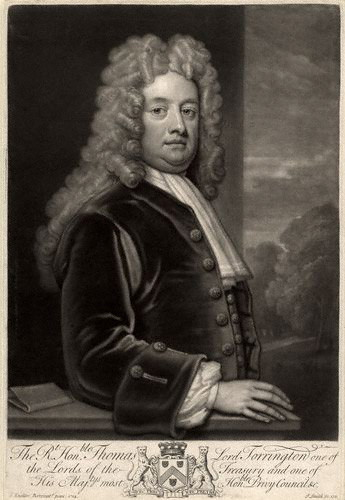
Thomas Newport (1699-1701), par Godfrey Kneller
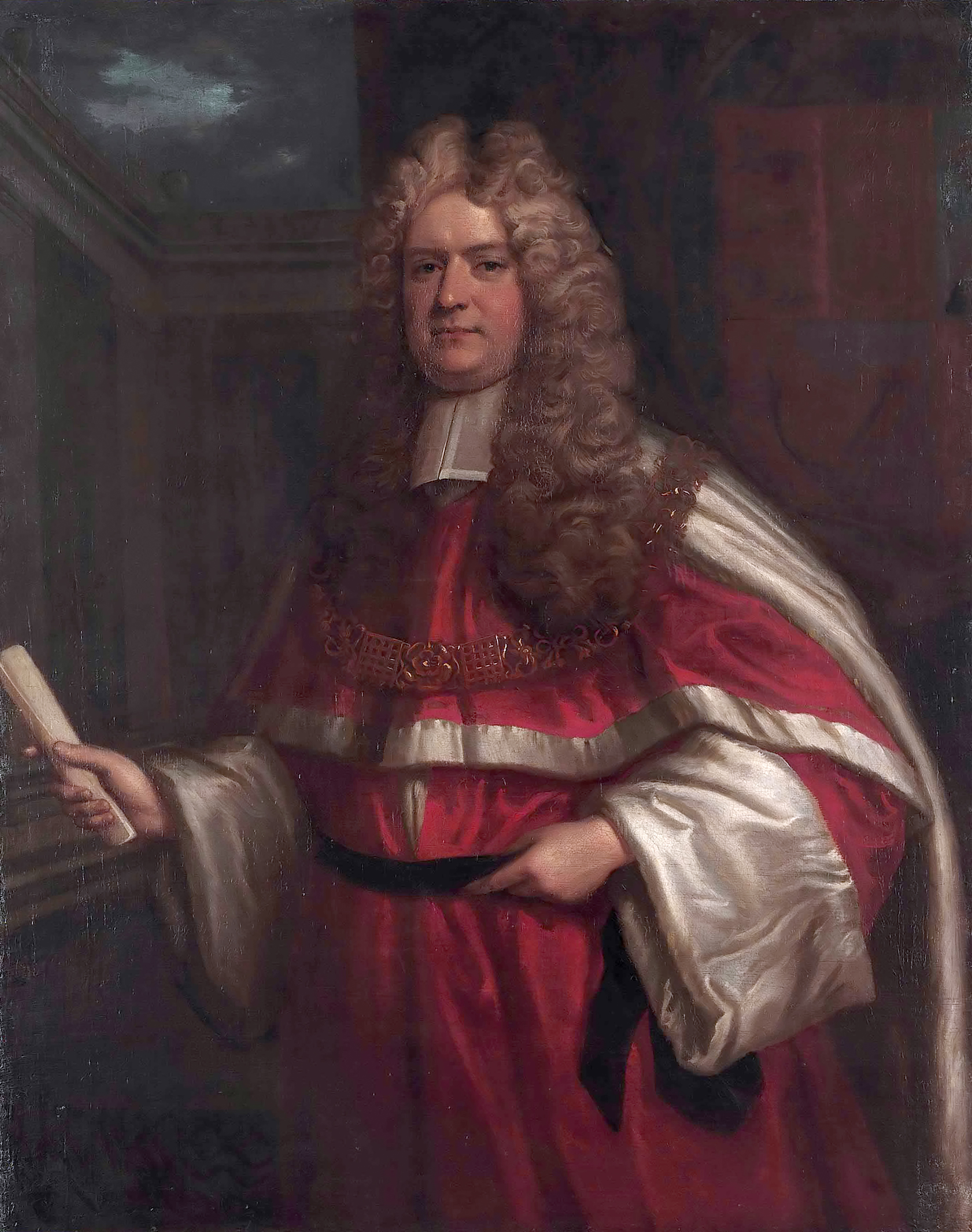
Thomas Powys (1701-1713), par Godfrey Kneller
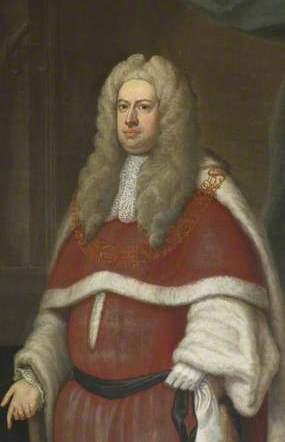
Robert Raymond (1719-1722), par John Vanderbank
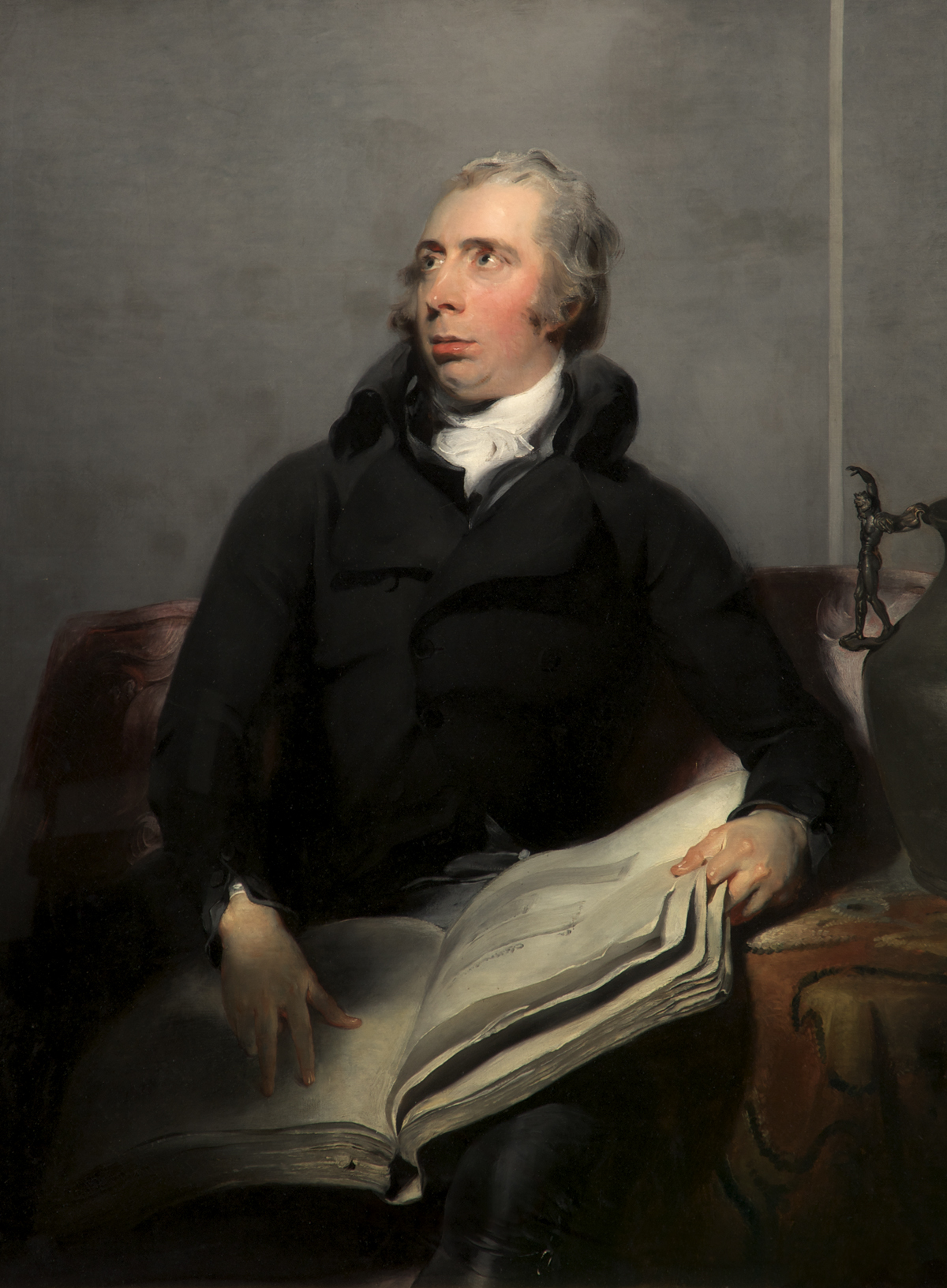
Richard Payne Knight (1784-1806), par Thomas Lawrence
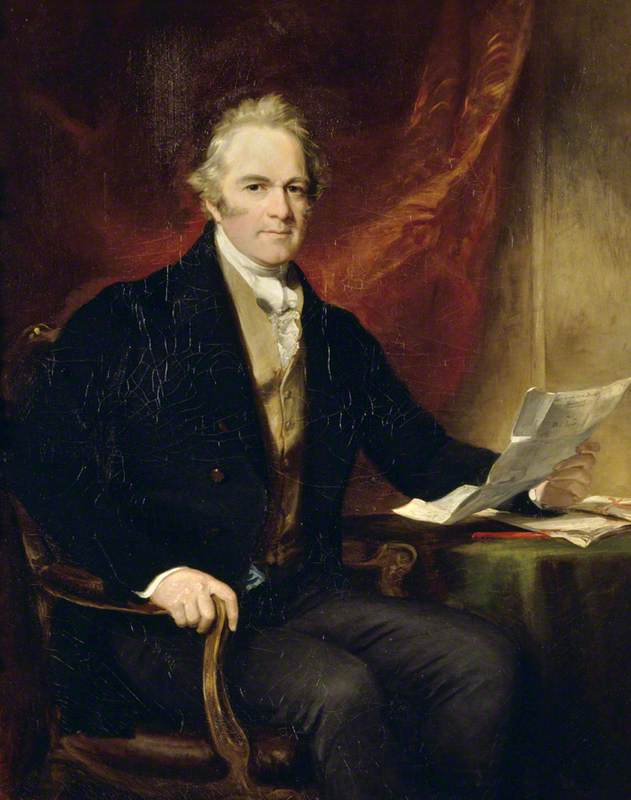
Edward Herbert (1806-1839), par Francis Grant
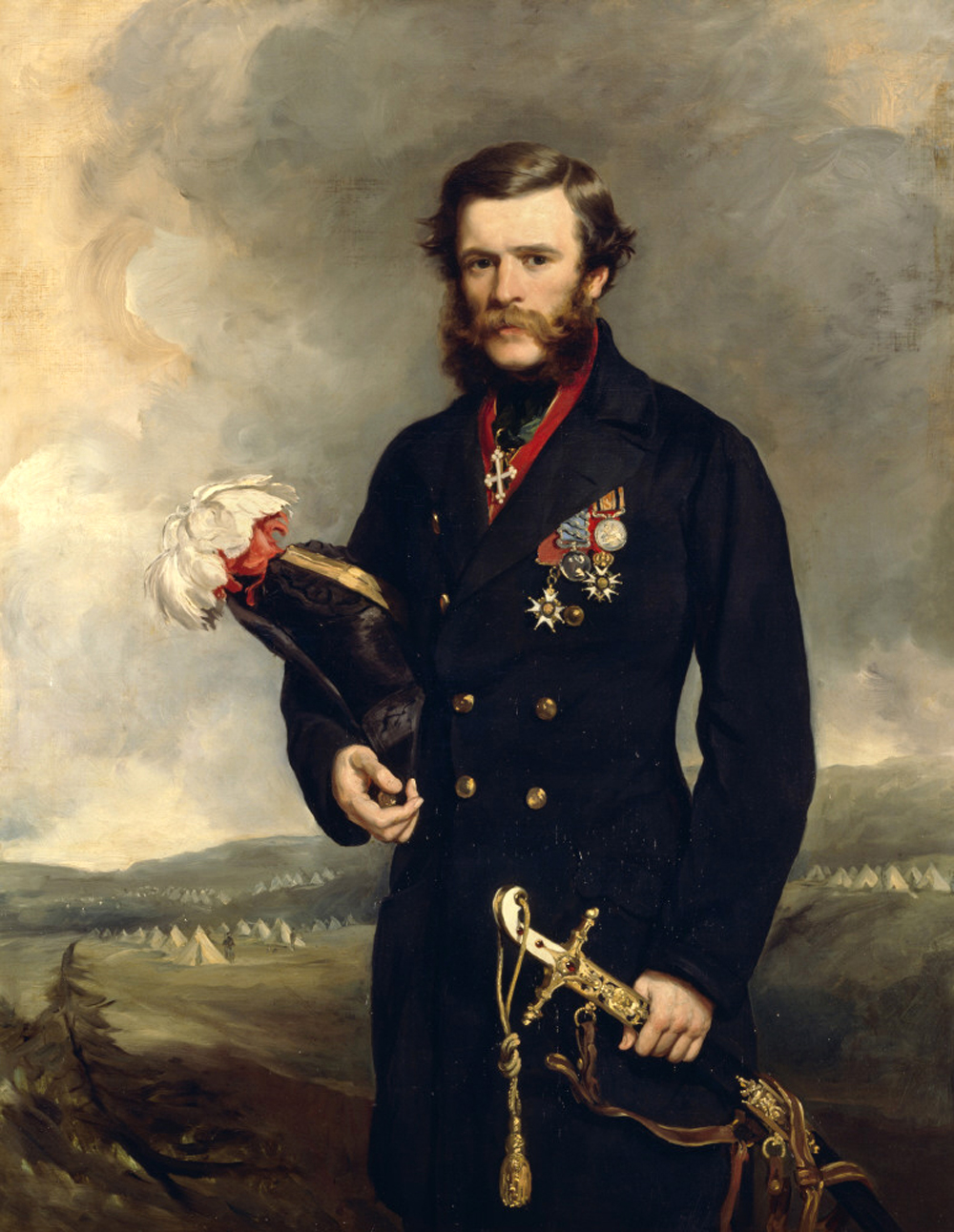
Percy Egerton Herbert (1854-1860), par Francis Grant
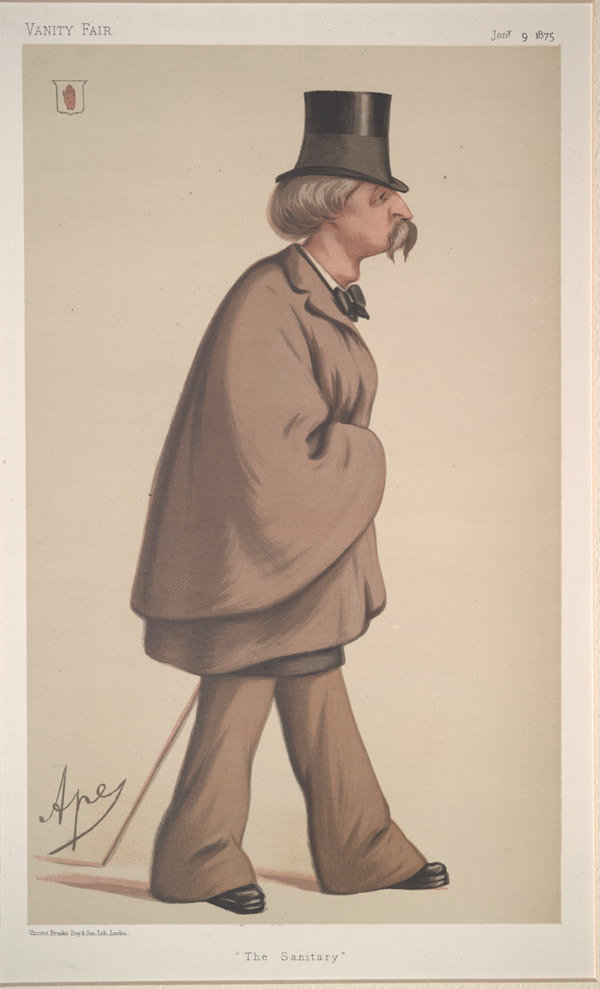
William Fraser (1863-1865), par Carlo Pellegrini (Vanity Fair)
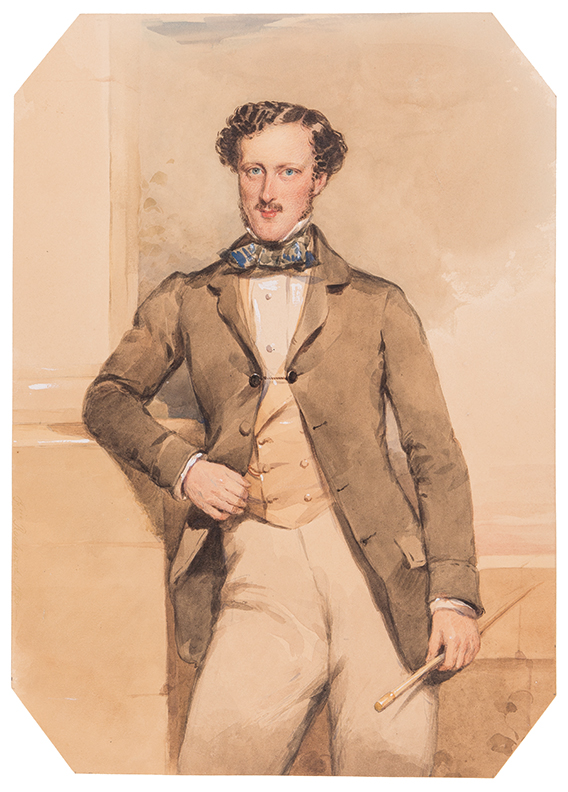
John Edmund Severne (1865-1868), par Francois Theodore Rochard
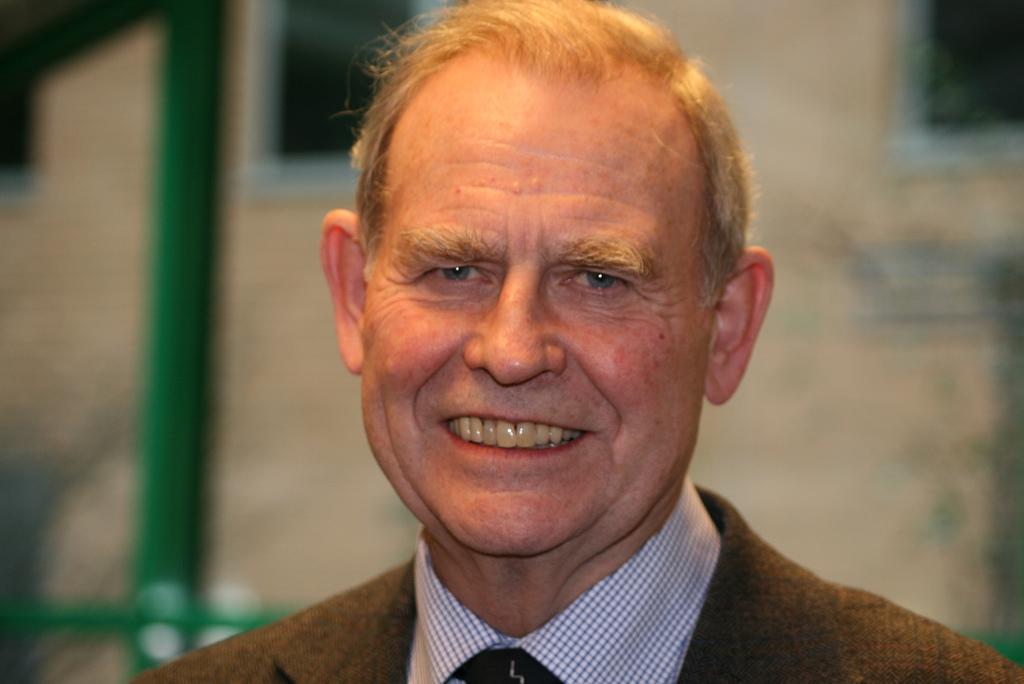
Christopher Gill (1987-2001)
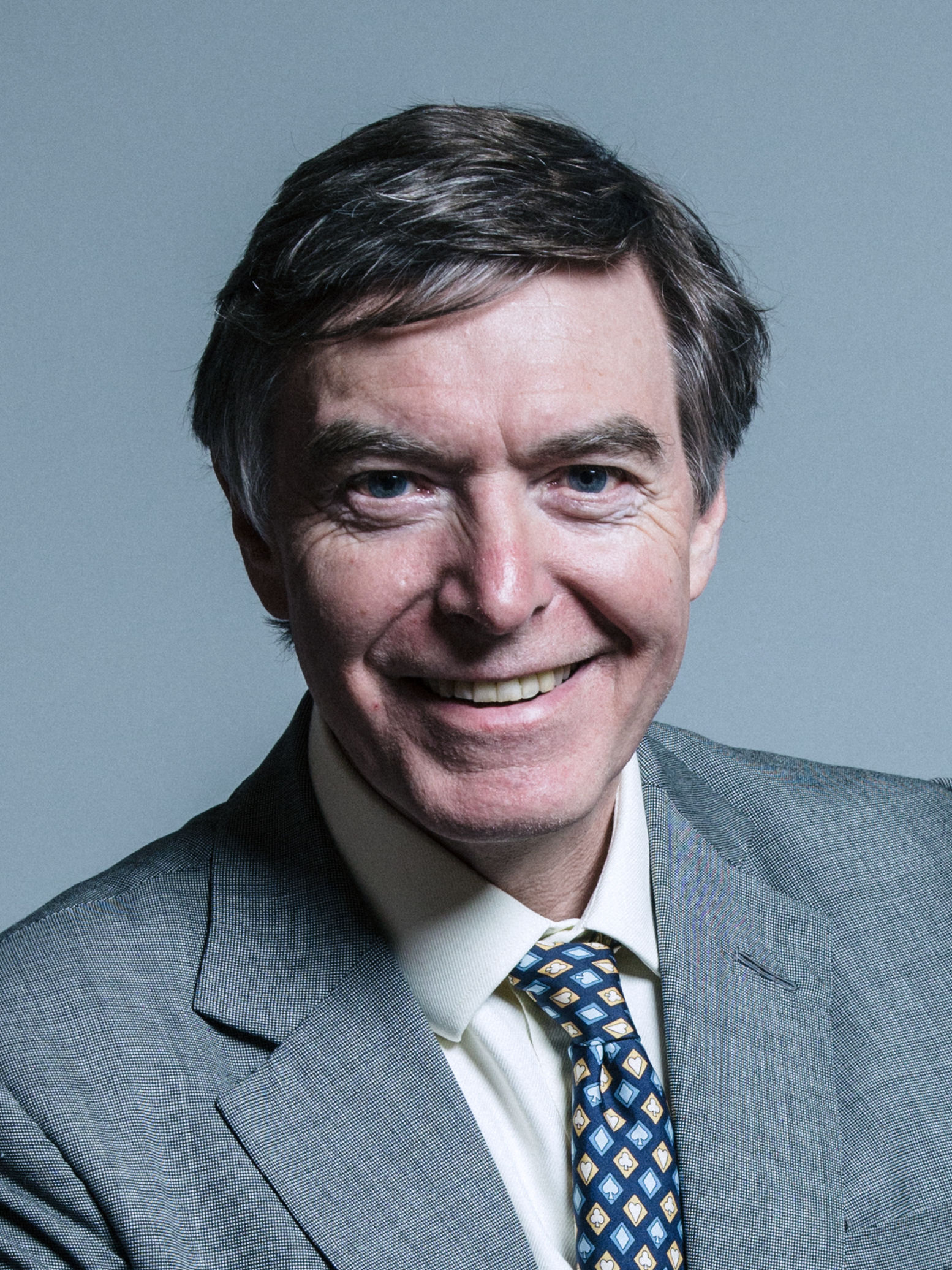
Philip Dunne (2005-Présent)